# Tachina divulsa
Tachina divulsa là một loài ruồi trong họ Tachinidae.